# Les Trois Âges de l'homme (Titien)
Pour les articles homonymes, voir Les Trois Âges de l'homme.
Les Trois Âges de l'Homme est une célèbre peinture de Titien, datée entre 1512 et 1514, et présentée à la Galerie nationale d'Écosse à Édimbourg.

## Description
Les Trois Âges de l'homme est une des plus célèbres œuvres du Titien. Le tableau représente métaphoriquement le cycle de la vie. Il a probablement été influencé par les thèmes et les motifs de Giorgione, pour les paysages et les nus — Titien est en effet connu pour avoir terminé certaines œuvres inachevées de son maître Giorgione, décédé à 33 ans de la peste en 1510. 

## Histoire
Plusieurs copies du tableau sont connues, l'une des meilleures étant celle de la galerie Doria-Pamphilj de Rome.
Après être passé en de nombreuses mains, le tableau est resté dans la collection de la Maison d'Orléans jusqu'en 1798, année où il est acheté, avec une grande partie de cette collection, par Francis Egerton, 3e duc de Bridgewater, dont les descendants déposeront plus tard l'ensemble de la collection à la Galerie nationale d'Écosse pour y être exposée.

## Commentaire
La Galerie nationale d'Écosse décrit la peinture comme une méditation poétique sur la finitude de la vie humaine et de l'amour dans un paysage poétique. À droite, un Cupidon joueur grimpe sur deux nourrissons endormis. À gauche, de jeunes amoureux sont sur le point de s'embrasser. Au milieu, un peu en retrait, un vieil homme, ressemblant beaucoup à saint Jérôme pénitent, est en train de contempler une paire de crânes, sans doute ceux d'anciens amoureux. L'église en arrière-plan rappelle les promesses chrétiennes de salut et de vie éternelle,.

## Sources
1. ↑   Humfrey, Peter. "The Patron and Early Provenance of Titian's Three Ages of Man" JSTOR. Web. 5 Mar. 2011
2. ↑  « The Three Ages of Man », National Gallery of Scotland
3. ↑  A Companion Guide to the Scottish National Gallery, 2000, 30-31 p. (ISBN 978-1-903278-116)